# 344 (tal)
344 är det naturliga talet som följer 343 och som följs av 345.

## Inom vetenskapen
- 344 Desiderata, en asteroid.

## Inom matematiken
- 344 är ett jämnt tal
- 344 är ett sammansatt tal
- 344 är ett defekt tal
- 344 är ett oktaedertal
- 344 är ett tetradekagontal